# Eino Leino
|  | Per al poeta del mateix nom vegeu Eino Leino (poeta) |

Eino Aukusti Leino (Kuopio, Savònia del Nord, 7 d'abril de 1891 – Tampere, 30 de novembre de 1986) va ser un lluitador finlandès, especialista en lluita lliure, que va competir durant la dècada de 1920 i començaments de la de 1930. Guanyà medalles en quatre Jocs Olímpics de manera consecutiva, cosa sols aconseguida per tres lluitadors més.
Leino va emigrar als Estats Units el 1914, on va desenvolupar la major part de la seva carrera esportiva. Per aquest motiu no disputà mai cap campionat europeu o del món, i sols el 1936 va guanyar una medalla als campionats nacionals finlandesos.
La seva primera presència en uns Jocs fou a Anvers, el 1920, on va guanyar la medalla d'or en la competició del pes mitjà del programa de lluita. Quatre anys més tard, als Jocs de París guanyà la medalla de plata en la competició del pes wèlter. A Amsterdam, el 1928, guanyà la medalla de bronze en la prova del pes lleuger i el 1932, a Los Angeles, guanyà la seva quarta i darrera medalla en la prova del pes wèlter.